# Delkeith Pottas
Pas d'image ? Cliquez ici

a Compétitions nationales et continentales officielles uniquement.

Dernière mise à jour le 14 septembre 2023.
 Delkeith Pottas, né le 19 mars 1981, est un joueur de rugby à XV sud-africain jouant aux postes de demi d'ouverture ou de centre (1,81 m, 87 kg). 

## Biographie
Delkeith Pottas débute dans les équipes de jeunes du Griqualand puis à la Western Province, mais ne parvient pas à percer au haut niveau. Il joue alors dans le championnat des clubs du Cap (WPRFU Senior League) pour le club de NNK (Noordelikes/Northlink-Kollege), à Parow dans la banlieue du Cap et se voit offrir une deuxième chance en 2006, toujours chez les Griquas, mais ne parvient pas à s’imposer. Il part alors pour Aurillac en 2006, alors que le club évolue en Fédérale 1. Il contribue à la remontée de son équipe en Pro D2 et s’affirme comme le demi d’ouverture titulaire et le buteur attitré du club cantalien. Il signe un contrat de deux ans et demi avec le RC Narbonne en février 2009. Après deux ans passé à Narbonne, Pottas revient au Stade aurillacois en 2011.

## Carrière
- 1998-1999 :  Western Province –21 ans
- 2005 :  NNK (Noordelikes/Northlink-Kollege, Parow) (WPRFU Senior League)
- 2006 :  Griqualand West Griquas
- 2006-2009 :  Stade aurillacois
- 2009-2011 :  RC Narbonne
- 2011-2014 :  Stade aurillacois
- 2014-2015 :  RC Mauriac
- 2015-2016 :  RC Arpajon-Veinazès

## Palmarès
- Champion de Fédérale 1 : 2007